# ナンベイウシガエル
ナンベイウシガエル（Leptodactylus pentadactylus）は、無尾目ユビナガガエル科ユビナガガエル属に分類されるカエル。

## 分布
エクアドル、コロンビア、スリナム、ペルー、仏領ギアナ、ボリビア

## 形態
体長12.5 - 18cm（オス14 - 16.9cm、メス12.5 - 18.1cm）。オスよりもメスの方が大型になる。体色は赤や褐色で、背面に暗色の横縞が入る。吻端から側頭部にかけて黒い斑紋が入る。
幼生は全長6cm。繁殖期になるとオスは前肢が太くなり第1指に黒い疣（婚姻瘤）、胸部に左右に1つずつ棘状の突起が現れる。

## 生態
熱帯雨林の林床に生息する。跳躍力は強い。
食性は動物食で、昆虫や節足動物、両生類、小型爬虫類、小型哺乳類などを食べる
繁殖形態は卵生。水辺の地面に穴を掘り、1回に1000個ほどの卵を泡に包んで産む。

## 人間との関係
生息地では食用とされることもある。
ペットとしても飼育されることもあり、日本にも輸入されている。以前は高価で輸送環境の悪さから状態を崩した個体が多かったが、近年は輸送状態も改善され価格も落ち着いてきている。日本では鳥羽水族館が初めて本種の飼育下繁殖に成功した。